# ژینت رنو
ژینت رنو (فرانسوی: Ginette Reno‎؛ زادهٔ ۲۸ آوریل ۱۹۴۶) یک موسیقی‌دان و خواننده اهل کانادا است. وی از سال ۱۹۵۹ میلادی تاکنون مشغول فعالیت بوده‌است.
او تا کنون بابت فعالین‌هایش نامزد دریافت چند جایزه جینی و جایزه جمینای بوده و چندین بار برندهٔ جایزه جونو شده‌است.